# Mia Krampl
Mia Krampl (* 21. Juli 2000 in Kranj) ist eine slowenische Sportkletterin.

## Kindheit und Jugend
Sie begann das Klettern im Alter von sechs Jahren. 2015 konnte sie die Europäische Jugend-Meisterschaft in der Disziplin Lead erringen.

## Karriere
Beim Boulder-Weltcup in München 2019 konnte Mia Krampl trotz einer Knieverletzung ihre erste Podiumsplatzierung erreichen; sie wurde Dritte.
In Hachiōji gewann sie bei der Kletterweltmeisterschaft 2019 die Silbermedaille im Lead. Dasselbe gelang ihr 2021 in Moskau.
Bei den Olympischen Qualifikationswettkämpfen in Toulouse konnte sie den dritten Platz erreichen und sich so für die Olympischen Sommerspiele 2020 in Tokio qualifizieren. Dort erreichte sie in der Qualifikation den 18. Platz und verpasste so die Qualifikation für das Finale.
Am 17. August 2022 wurde sie bei der Klettereuropameisterschaft in München Zweite in der Kombination (Bouldern und Lead).